# 대전동문초등학교
대전동문초등학교는 대한민국 대전광역시 중구 문화동에 있는 공립 초등학교이다.

## 학교 연혁
- 1988. 05. 16 대전동문초등학교 개교
- 1992. 03. 01 24학급 편성
- 1993. 12. 28 환경교육 유공학교 표창(교육감)
- 1994. 03. 01~1995. 02. 28 시지정 교통안전 시범학교 운영
- 1995. 03. 01 20학급 편성
- 1996. 03. 01 대전동문초등학교로 교명 변경
- 1997. 12. 24 전학교의 시범학교화 우수교 표창(교육감)
- 1997. 03. 01~1998. 02. 28 시지정 열린교육 시범학교 운영
- 2000. 09. 27 도서관 4개 교실 신축
- 2000. 03. 01 25학급 편성
- 2002. 03. 01 29학급 편성
- 2003. 03. 01 29학급 편성
- 2003. 11. 09 도서관 6개 교실 증축
- 2004. 03. 01 32학급 편성
- 2005. 03. 01 30학급 편성
- 2006. 03. 01 32학급 편성
- 2007. 03. 01 29학급 편성
- 2007. 10. 21 2007학년도 대전광역시 초등학교 학교평가 종합 최우수 학교선정
- 2008. 03. 01 27학급 편성
- 2009. 02. 17 급식실 신축
- 2009. 03. 01 25학급 편성
- 2010. 03. 01 24학급 편성
- 2011. 03. 01 25학급 편성(대전광역시교육청 지정 연구학교 운영)
- 2012. 03. 02 24학급 편성(대전광역시교육청 지정 연구학교 운영)
- 2013. 03. 04 23학급 편성
- 2014. 03. 03 21학급 편성
- 2015. 03. 02 21학급 편성

## 참고 자료
- 대전동문초등학교 - 한국교육학술정보원 학교알리미